# Flugplatz Laï

i7
i11
i13
Der Flugplatz Laï (arabisch مطار لادي, IATA-Code: LTC, ICAO-Code: FTTH) ist ein öffentlicher Flugplatz in der Nähe von Laï in der Provinz Tandjilé im Süden des Tschad.